# Pretzsch (Elbe)

Pretzsch (Elbe) este un oraș din landul Saxonia-Anhalt, Germania.